# Де Вуст, Рик
Рик де Вуст (нидерл. Rik de Voest; род. 5 июня 1980 года в Милане, Италия) — южноафриканский профессиональный теннисист.

## Спортивная карьера
В теннис начал играть в шестилетнем возрасте. В профессиональном теннисе с 1999 года. В 2001 году выиграл два турнира серии ITF Futures. В 2002 побеждает ещё на двух турнирах этой серии. В 2003 дебютирует на турнире ATP в Лондоне, где сумел дойти до второго раунда. В 2004 выигрывает ещё один турнир Futures, а в 2005 дважды побеждает в турнирах ATP Challenger Series в Шербур-Октевиле и Сакраменто. В 2006 выигрывает Challenger в Мехико и Ванкувере. В 2007 году пройдя квалификационный отбор дебютирует в основной сетке турнира серии Большого шлема в Уимблдоне, где проигрывает в первом раунде. В этом же сезоне в соревнования парного разряда завоевывает титул на турнире ATP в Пекине вместе с Эшли Фишером. С ним же в 2009 дошел до финала парных соревнований в Йоханнесбурге. Совместно с россиянином Дмитрием Турсуновом в феврале 2009 года он выигрывает второй парный титул ATP на турнире в Дубае. В 2010 году побеждает на турнире Challenger в Римуски, а также выигрывает один турнир серии ITF Futures. В феврале 2011 года впервые доходит до четвертьфинала на турнире ATP в Йоханнесбурге.

## Финалы турниров ATP
| Легенда                        |
| ------------------------------ |
| Турниры Большого шлема         |
| Кубок Мастерс / финал АТР-тура |
| ATP Мастерс / ATP Мастерс 1000 |
| АТР Gold / АТР 500             |
| АТР International/ АТР 250     |

### Титулы ATP (2)

#### Парный разряд (2)
| №  | Дата        | Турнир | Покрытие | Партнёр          | Соперники в финале           | Счёт в финале    |
| -- | ----------- | ------ | -------- | ---------------- | ---------------------------- | ---------------- |
| 1. | 16 сен 2007 | Пекин  | Хард     | Эшли Фишер       | Крис Хаггард Лу Яньсюнь      | 6-7, 6-0, [10-6] |
| 2. | 28 фев 2009 | Дубай  | Хард     | Дмитрий Турсунов | Мартин Дамм Роберт Линдстедт | 4-6 6-3 [10-5]   |

### Поражения в финалах (1)

#### Парный разряд (1)
| №  | Дата       | Турнир       | Покрытие | Партнёр    | Соперник в финале           | Счёт в финале        |
| -- | ---------- | ------------ | -------- | ---------- | --------------------------- | -------------------- |
| 1. | 8 фев 2009 | Йоханнесбург | Хард     | Эшли Фишер | Джеймс Серретани Дик Норман | 7-6(7), 2-6, [12-14] |